# فرودگاه فلورس
فرودگاه فلورس (به انگلیسی: Flores Airport) (به زبان بومی: Aeroporto das Flores) یک فرودگاه همگانی مسافربری با کد یاتا FLW است که یک باند فرود آسفالت دارد و طول باند آن ۱۴۰۰ متر است. این فرودگاه در کشور سانتاکروز قرار دارد و در ارتفاع ۳۴ متری از سطح دریا واقع شده است.

## شرکت‌های هواپیمایی و مقصدهای پروازی
| شرکت‌های هواپیمایی | مقصدهای پروازی                         |
| ----------------- | -------------------------------------- |
| ساتا ایر آسوریس   | کوروو، هرتا، ژان پائولو دوم، لایس فیلد |